# Книга для журнального столика

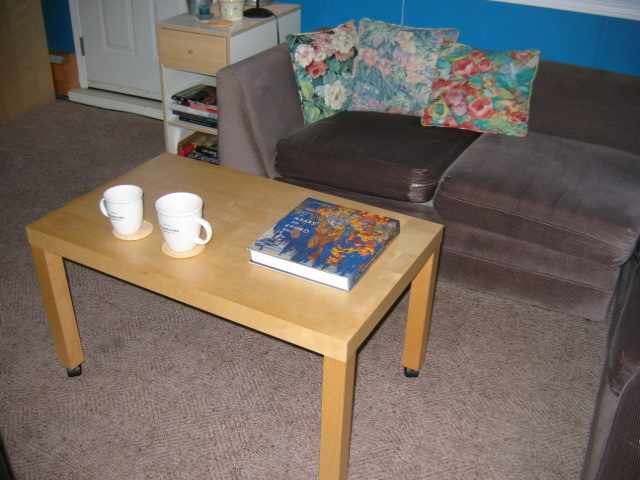
Книга для журнального столика на журнальному столику

Книга для журнального столика — це книга, призначена для розміщення на журнальному столику або подібному місці, де сидять гості, яких потрібно розважити, надихнути на розмову або розвіяти нудьгу. Вони, як правило, занадто великі і важкі, оскільки немає нагальної потреби в тому, щоб ними було зручно користуватися. Тематика книжок зазвичай обмежується нехудожньою літературою і зазвичай візуально орієнтована. Сторінки складаються переважно з фотографій та ілюстрацій, що супроводжуються підписами та невеликими блоками тексту, на відміну від довгих прозових текстів. Оскільки вони розраховані на всіх, хто має доступ до книги, їх легко читати, тема часто розглядається в основному без заглиблення. Через це термін «книга журнального столика» може вживатися зневажливо та вказувати на поверхневий підхід до теми.
Термін переважно використовується у Великобританії та Сполучених Штатах.